# Molophilus concussus
Molophilus concussus là một loài ruồi trong họ Limoniidae. Chúng phân bố ở miền Australasia.